# 相亲 (小品)
《相亲》，是赵本山和黄晓娟在1990年央视春晚上表演的小品，是赵本山在央视春晚的处女作和他本人的成名作。赵本山从此在全国范围内声名鹊起。
该作品讲述了两位老年人（徐老蔫，马丫）为各自的儿女介绍对象而见面，却惊异的发现对方是自己年轻时的意中人，只是因为女方母亲不同意而被拆散。最后当两人交换双方儿女的信件时，才发现这次相会是双方儿女为了搓合两位老人的好事而刻意安排的。
该作品曾由赵本山、王中青在辽宁电视台进行过演出，名字为《老有少心》，因为给人有“老不正经”的印象而改为现在的名字。